# Amaral (football, 1973)
Pour les articles homonymes, voir Amaral.
 (août 2024).
Alexandre da Silva Mariano, dit Amaral, né le 28 février 1973 à Capivari dans l'état de São Paulo, est un footballeur brésilien.
Il a joué pour l'équipe nationale brésilienne et a gagné avec l'équipe des moins de 23 ans la médaille de bronze aux Jeux olympiques d'Atlanta en 1996.